# عبد النور شريف الوزاني
سي عبد النور شريف الوزاني (مواليد 18 مارس 1986 بوهران ) لاعب كرة قدم جزائري. يلعب حاليًا في نادي برج بوعريريج في الرابطة الجزائرية المحترفة الثانية لكرة القدم.

## المشوار الكروي

### مولودية وهران
بدأ عبد النور شريف الوزاني مسيرته الكروية عندما كان شابا في نادي وهران، حيث كان يدربه شقيقه الأكبر الدولي الجزائري الدولي السابق الطاهر شريف الوزاني، والذي ينعته بلاعبه المفضل. ظهر لأول مرة في سن 18، حيث لعب ربع ساعة كبديل في كأس الجزائر عندما فاز ناديه على اتحاد الجزائر ب 1-0 . حاولت
شبيبة القبايل، بطل القسم الأول الجزائري في ذلك الوقت، التعاقد مع شريف الوزاني في فترة الانتقالات الشتوية في يناير 2009، لكن ناديه رفض الصفقة، معتبرا أن اللاعب جزء أساسي من مسيرة صعوده. جعل أدائه في خط الوسط الدفاعي خلال موسم 2008-09 إلى جانب عبد المجيد بن عطية يساهم إلى حد كبير في كسب ناديه ورقة الصعود والعودة إلى دوري الدرجة الأولى.

### شبيبة القبايل
مع تحقيق الصعود، كان عبد النور شريف الوزاني حراً في مغادرة مولودية وهران. وقع عقدًا لمدة عامين مع شبيبة القبايل، وصيف بطل الدرجة الأولى 2008-09، مقابل رسوم إجمالية قدرها 7.5 مليون دينار جزائري (63000 جنيه إسترليني)، منها 4.5 مليون دينار جزائري (38000 جنيه إسترليني) دُفع نقدًا. على الرغم من تلقيه العديد من العروض الأخرى، ذكر اللاعب أن شبيبة القبايل كان نادًا كبيرًا لم ترفضه، والذي سيمنحه فرصة للفوز بالألقاب، واللعب في دوري أبطال أفريقيا CAF وإعطاء بعدًا آخر لمسيرته. ظهر اللاعب لأول مرة مع شبيبة القبايل في المباراة الافتتاحية للموسم، حيث لعب 90 دقيقة كاملة من مباراة انتهت بالهزيمة 1-0 ضد أهلي برج بوعريريج.

## الحياة الشخصية
عبد النور شريف الوزاني لديه سبعة أشقاء وشقيقتان. في مقابلة عام 2009، قال إنه يعتزم أن يصبح مدربًا بدنيًا بعد أن يعتزل، وأنه في أوقات فراغه كان يستمتع بالصيد مع إخوته.

## روابط خارجية
- عبد النور شريف الوزاني على موقع قاعدة بيانات كرة القدم.إي يو (الإنجليزية)
- عبد النور شريف الوزاني على موقع Soccerway.com (الإنجليزية)